# 特羅根 (瑞士)
特羅根（德語：Trogen）是位於瑞士東北部的一個鎮。特羅根是外阿彭策爾州的司法機關所在地（行政機關所在地是黑里紹）。第一次見於記載於1168年。

## 外部連結
- Official Page Archive.today的存檔，存档日期2007-10-28 （德文）